# 吉林省监察委员会
吉林省监察委员会，简称吉林省监委，是中华人民共和国吉林省的省级地方国家监察机关，与中国共产党吉林省纪律检查委员会合署办公。

## 历史沿革
2018年2月10日上午，吉林省监察委员会正式挂牌成立。

## 组织机构
- 办公厅
- 组织部
- 宣传部
- 研究室
- 法规室
- 党风政风监督室
- 信访室
- 案件监督管理室
- 第一至第八监督检查室
- 第九至第十八审查调查室
- 案件审理室
- 纪检监察干部监督室
- 信息技术管理室
- 机关事务管理室
- 老干部处
- 机关党委

## 历任领导
第十三届人大
- 任期：2018年2月9日－2023年1月18日
- 主任：陶治国（2018年1月31日－2019年11月28日） → 张忠（2020年1月16日[3]－2023年1月18日）
- 副主任：邱大明（－2018年10月17日）、孙继光（－2020年9月29日）、董天波（－2022年7月28日）、李成林（2018年7月27日－2019年8月1日）、王云桥（2019年9月26日－2022年5月7日）、王大宇（2021年7月30日－）、孙海蛟（2021年11月25日－）、武胜国（2022年7月28日－）、李汉卿（2022年7月28日－）
- 委员：王云桥（－2019年9月26日）、李刚（－2018年7月27日）、王大宇（－2021年7月30日）、孙海蛟（－2021年11月25日）、王萍（－2022年1月14日）、李汉卿（2018年7月27日－2022年7月28日）、张昕（2018年7月27日－）、侯国强（2020年6月5日－）、胡金刚（2021年9月28日－）、梁彦举（2022年7月28日－）、高玉红（2022年7月28日－）、张一丁（2022年7月28日－）

第十四届人大
- 任期：2023年1月18日－
- 主任：张忠（2023年1月18日[4]－2023年7月27日）
- 副主任：武胜国、王大宇、孙海蛟、李汉卿
- 委员：梁彦举、张昕（－2023年11月）、高玉红、张一丁、侯国强、胡金刚